# Pistola d'aigua

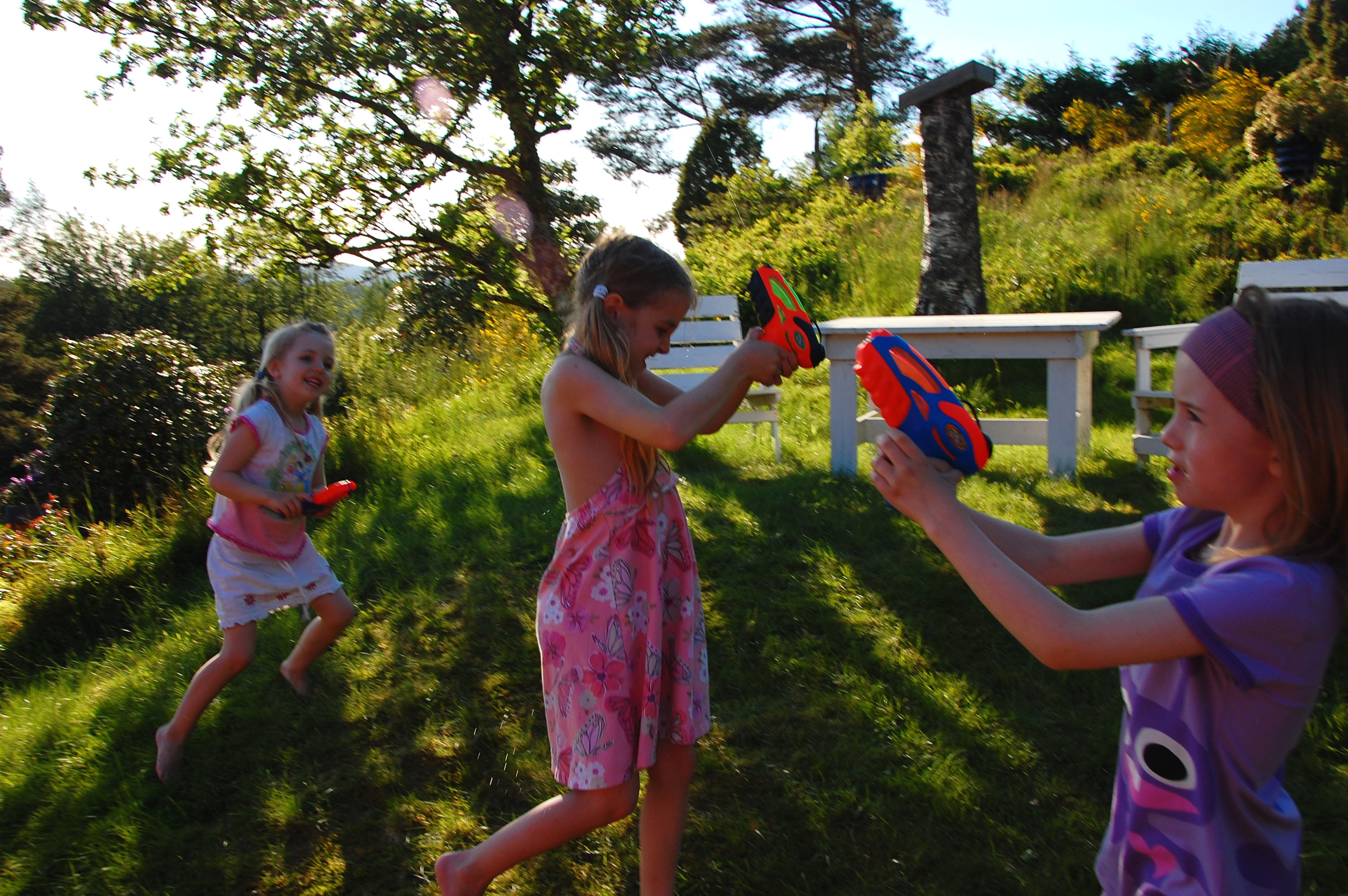
Nens jugant amb pistoles d'aigua

La pistola d'aigua és un tipus de joguina dissenyat per disparar aigua. Igual que en globus d'aigua, l'objectiu principal de la joguina és mullar a una altra persona en un joc com la guerra d'aigua.
Històricament, les pistoles d'aigua eren de metall i calia prémer una pera de goma per a carregar i impulsar l'aigua a través d'un orifici a la boca del canó.
Tradicionalment, les pistoles d'aigua funcionaven amb el mateix principi que un polvoritzador encara que avui dia s'han sofisticat molt. El cos és essencialment un recipient per l'aigua i el gallet està connectat a una bomba que projecta dolls d'aigua per un petit forat (o broquet) a la boca de l'arma.
En les de disseny modern, un cop bombada l'aigua, encara que es deixi de bombar, segueix sortint aigua, degut a la pressió d'aire acumulada al pressionar el gallet. Hi ha un forat amb una vàlvula que deixa entrar aire i no el deixa sortir, llavors aquest aire comprimit empeny l'aigua i la fa sortir amb força pel broquet.